# Síndrome de Albury-Wodonga
A síndrome de Albury-Wodonga (também conhecida como Doença do olho verde ou olho de Natal) é uma doença rara ocasionada pelas secreções tóxicas de um pequeno besouro nativo (Orthoperus) típico da região Nova Gales do Sul. A síndrome foi identificada pela primeira vez no leste da Austrália.

## Sinais e Sintomas
Uma pessoa diagnosticada com a Doença do olho verde pode apresentar dor ocular extrema, olho inchado e lacrimejante, coceira e lesões ardentes na córnea. O nível de dor causado pela doença varia de 8 até 10, mas durante o estágio inicial pode ser menor. Além dos sintomas oculares diretos, uma pessoa também pode apresentar lacrimejamento excessivo, fotossensibilidade, dor de cabeça e náusea.

## Causas
Por anos, a causa da doença sempre foi um mistério por falta de evidências físicas. Mas por pesquisas em andamento, foi descoberto que a doença era causada por pequenos besouros nativos da espécie Orthoperus, Circunstâncias dizem que as espécies Paederus (Staphylinidae) e outros besouros da espécie Orthoperus (Corylophidae) carregam o composto pederina em sua hemolinfa, uma mistura de sangue e fluido intersticial. Quando o composto químico é liberado ao inseto ser esmagado no olho, causa lesões oculares dolorosas, mas temporárias. Eles também podem causar dermatite grave e a chamada faixa de "chicote" na pele.